# Apicia entychon
Apicia entychon là một loài bướm đêm trong họ Geometridae.